# 倫敦號驅逐艦
倫敦號原為一艘英國皇家海軍郡級重巡洋艦，於1982年退役後轉讓給巴基斯坦海軍並更名為巴布爾號。

## 紀事
1985年,「巴布爾」號作為巴基斯坦海軍的代表性艦艇，接待了中國海軍對南亞三國的訪問。「巴布爾」號於1993年退役，艦名由塔里克級驅逐艦二號艦（舷號D-182）傳承，但在1995年報廢。